# Мрежова топология
Мрежовата топология е подредбата и трасирането на елементите на мрежата – връзки, възли и т.н., особено за физическите и логическите взаимовръзки между отделните възли.
Всеки един възел в мрежата има връзка или няколко връзки с един или няколко други възли в мрежата и изображението на тези връзки и възли определят мрежовата топология. Важно да се отбележи е, че физическите и логическите връзки в дадена мрежа могат да се идентични, но могат и да се различават.

## Основни видове мрежови топологии
Подредбата и изображението на мрежите ни дават няколко основни вида мрежови топологии, които могат да се комбинират в сложни (хибридни) топологии. Най-често срещаните мрежови топологии са:
- обща шина
- звезда
- пръстен (Кръг)
- хиперкуб
- дърво

## Топология обща шина – линейна шина, разпределена шина
Линейна шина – мрежова топология, в която всички възли са свързани с общ предавателен проводник, наречен шина, който има две крайни точки. Цялата информация, която се предава между отделните възли в мрежата, се предава посредством шината и е достъпна до всеки един от възлите в мрежата едновременно.
Разпределена шина – вид мрежова топология, в която възлите на мрежата са свързани с общ предавателен проводник, който има повече от две крайни точки, които са създадени чрез добавянето на клонове (разклонения) към основната част на предавателния проводник.

## Топология звезда
Вид мрежова топология, в която всеки от възлите в мрежата е свързан до централен възел чрез ‘point to point’ връзка. Цялата информация, която се предава между възлите в мрежата, се предава до централния възел, който обикновено е някакъв тип устройство, което препредава информацията до всички други възли в мрежата.
Предимства:
- лесно се откриват повреди в съобщителната среда;
- лесно се добавят нови компютри (възли);
- лесно се отстраняват съществуващи компютри (възли);
- работоспособността на мрежата не зависи от отделните компютри (възли).
Недостатъци:
- централният възел е слабо място по отношение на надеждността;
- пропускателната способност може да бъде ниска при върхови натоварвания на мрежата или при добавяне на нови компютри (възли);
- увеличена дължина на съобщителната среда.

## Топология пръстен
Вид мрежова топология, в която всеки един от възлите в мрежата е свързан с други два възела и първият и последният възел са свързани един с друг, образувайки пръстен. Информацията, която се пренася между възлите в мрежата, пътува от един възел до друг възел по кръговиден начин и информацията тече в единствена посока.
Двоен пръстен – мрежова топология, в която всеки един от възлите в мрежата е свързан с други два, чрез две връзки до всеки един от тях. Информацията протича в противоположни посоки в двата пръстена. Обикновено само един от пръстените пренася информация, но при повреда двата пръстена се свързват за да се създаде обходен път и да продължи предаването на информация.
Предимства:
- лесно се включват нови компютри (възли);
Недостатъци:
- маршрутът не се избира;
- при повреда на някой от компютрите или на съобщителната среда се губи работоспособност. За да се избегне това е необходимо да се предвидят допълнителни средства – двоен кръг или специална апаратура.

## Топология хиперкуб
Напълно-свързан хиперкуб – вид мрежова топология, в която всеки от възлите в мрежата е свързан до всеки от другите възли в мрежата чрез ‘point to point’ връзка – това прави възможно едновременното предаване на данни от даден възел до всички останали.
Частично-свързан хиперкуб – вид мрежова топология, в която някои от възлите в мрежата са свързан до повече от един друг възел чрез ‘point to point’ връзка – това прави възможно да се съкратят разходите и сложността на напълно-свързаната топология.
Предимства:
- директен обмен на данни между компютрите (възлите);
- висока степен на надеждност;
- ако даден път отпадне, може да се намери обходен маршрут и мрежата няма да загуби работоспособност.
Недостатъци:
- увеличена дължина на съобщителната среда;
- голям излишък на връзки;
- прекалено скъпа и сложна изработка и поддръжка.

## Топология дърво (йерархична топология)
Вид мрежова топология, в която централен възел (‘корен’ – най-горното ниво в йерархията) е свързан до един или повече възли, които са едно ниво по-ниско в йерархията, чрез ‘point to point’ връзка между възлите, докато всеки възел от второ ниво е свързан с един или повече възли от нивото по-ниско от неговото също с ‘point to point’ връзка. ‘Коренът’ е единствения възел, който няма по-горно ниво в йерархията. За да бъде мрежовата топология дърво трябва да съдържа поне три нива, иначе мрежовата топология е звезда.
Предимства:
- лесно се откриват повреди в съобщителната среда;
- лесно се откриват нови или съществуващи компютри.
Недостатъци:
- ‘коренът’ е слабо място по отношение на надеждността;
- При повреда на компютър (възел) от горно ниво, всички негови наследници губят връзка с мрежата.

## Смесени (хибридни) топологии
Целта на такъв вид топология е предимствата на една топология да покрият недостатъците на друга. Видове смесени топологии:
- Звезда – обща шина;
- Обща шина – пръстен;
- Звезда от звезди;
- Хибриден хиперкуб.

## Централизация
Централизация имаме в топологиите звезда и дърво. Топологията звезда намалява възможността за мрежова повреда, чрез свързването на всички периферни възли към централен възел. Когато топологията звезда е приложена към мрежа логическа шина, този централен възел, който обикновено е хъб, препредава всичката получена информация, от който и да е периферен възел, до всички периферни възли в мрежата. По този начин всички периферни възли могат да комуникират с всички останали чрез предаване до и получаване от централния възел. Повреда на съобщителната среда, касаеща периферен възел ще доведе до изолация на този възел от всички останали, но те ще останат незасегнати и работоспособността им няма да намалее. Големият недостатък е, че повреда в централния възел ще доведе до повреда във всички останали периферни възли.
Топологията дърво може да бъде разглеждана като колекция от мрежи тип звезда, подредени в йерархия. Дървото има централни периферни възли (листа), които получават и предават данни от и към други възли. За разлика от топологията звезда, тук функциите на централния възел могат да бъдат разпределени. Ако се получи повреда на някое ниво, разклоненията остават изолирани едни от други, но в самите тях може да се предават и получават данни.

## Децентрализация
В топологията частично свързан хиперкуб има поне два възела с два или повече пътя между тях, което прави възможно използването на алтернативни пътища, ако се получи повреда в основния. Тази децентрализация често се използва като предимство пред недостатъка от възможността за единичен достъп в топологии с централен възел. По-големият брой на съществуващи връзки в хиперкуба, прави топологията по-сложна и по-скъпа за организиране и изпълнение, но децентрализацията я прави много по-надеждна.
Напълно свързания хиперкуб е мрежова технология, в която има директна връзка между всички възли. Такива мрежови топологии са много скъпи за изграждане и поддръжка, но за сметка на това имат голяма степен на надеждност. Тази топология се използва най-вече от военните, но също така и от протокола за споделяне на файлове BitTorrent, в който всеки потребител е свързан с всеки един от останалите.